# Abdus Salam
Mohammad Abdus Salam (Punjabi, urdu: محمد عبد السلام), född 29 januari 1926 i Jhang, Punjab, död 21 november 1996 i Oxford, var en pakistansk teoretisk fysiker.
Tillsammans med Sheldon Glashow och Steven Weinberg mottog han Nobelpriset i fysik 1979 för "sina insatser inom teorin för förenad svag och elektromagnetisk växelverkan mellan elementarpartiklar, innefattande bland annat förutsägelsen av den svaga neutrala strömmen".
Abdus Salam har också gjort sig känd som kritiker av naturvetenskapens ställning i den islamiska världen. I en intervju i den engelskspråkiga tidskriften The Middle East i juni 1986, utslungar han ett anatema över islamvärldens vetenskapliga standard. Hans avslutande ord var: "Ingen annan civilisation talar om vetenskap på detta vis. Det verkar som om de som inte vill bedriva riktig vetenskap talar om islamisk vetenskap." Uttalandet speglar besvikelse över att de då ofattbara oljeinkomsterna bara kommit vetenskapen till ringa del. Men även en insikt i att islamisk vetenskap en gång i tiden hade varit världsledande. Salam var den förste muslimen och den hittills ende pakistaniern som fått mottaga Nobelpriset. Han tillhörde Ahmadiyya-rörelsen inom islam, som enligt pakistansk lag är icke-muslimer.
Salam invaldes 1970 som utländsk ledamot av Kungliga Vetenskapsakademien. 1985 utnämndes han till hedersdoktor vid Göteborgs universitet. Han tilldelades Copleymedaljen 1990.